# 葉霍里夫卡 (波洛希區)
47°37′30″N 35°56′26″E / 47.62500°N 35.94056°E
葉霍里夫卡（羅馬化：Yehorivka）是位於烏克蘭東南部的村莊，由扎波羅熱州波洛希區的普雷奧布拉任卡市鎮負責管轄。該村處於熱雷貝茨河右岸，距離新塞利夫卡2公里，始建於1919年，面積1.54平方公里，海拔高度64米，2001年人口226。